# Коробко (дворянский род)
Коробко (пол. Korobka) — малороссийский дворянский род.
Предок их, Еремей Коробка, жалован в 1690 году деревнями. Род Коробки внесен в I часть родословной книги Черниговской губернии.

## Описание герба
В щите, имеющем красное поле изображён золотой корабль, у которого на носу и на корме находятся по одной львиной голове, а на середине мачта увенчанная городскою короною.
Щит увенчан обыкновенным дворянским шлемом с дворянскою на нём короною, на поверхности которой виден в щите означенный корабль с мачтою. Намёт на щите красный, подложенный золотом. Герб рода Коробок внесён в Часть 5 Общего гербовника дворянских родов Всероссийской империи, стр. 124.